# Группа Самсинга
Группа Самсинга (дат. Samsing-gruppen) — вооружённый отряд Датского Сопротивления, действовавший в оккупированной немцами Дании (нацистская Германия) во время Второй мировой войны с июня 1943 по 6 июня 1944.
Командиром группы был датчанин Вилли Самсинг, в составе группы были также его трое братьев и от 10 до 12 человек. Группа организовала 60 диверсий разного масштаба в городе Орхус и его окрестностях, оставаясь главной ударной силой Сопротивления в Орхусе в течение долгого времени. Партизанам удавалось раздобыть трофейное оружие, также они получали припасы от западных союзников и передавали их другим отрядам Сопротивления в Ютландии. В 1944 году группа была разгромлена немецкими специальными службами, а её члены попали в плен. Группа Самсинга сотрудничала с группой студентов Орхусского университета, состоявших в подполье с 1942 года.

## История
Операция «Везерюбунг» по оккупации Дании и Норвегии прошла за несколько часов 9 апреля 1940. В июне 1941 года Германия приступила к реализации плана «Барбаросса», и датское правительство начало арестовывать коммунистов, подписав Закон о коммунистах 22 августа 1941, которым объявляло их вне закона. Значительная часть датских коммунистов ушла в подполье или бежала из страны. Вилли «Франдсен» Самсинг (дат. Willy "Frandsen" Samsing) был руководителем отделения коммунистической партии Дании в Тройборге, Со своими братьями он основал отряд Сопротивления, близкий к коммунистической идеологии. Группа провела свою первую операцию 22 марта 1943, а последнюю — в мае 1944. С 10 по 11 августа 1943 группа провела одну из своих крупнейших операций, заблокировав 9 районов Орхуса, что вылилось в итоге в Августовский кризис и роспуск датского правительства.
В мае 1944 года Датское Сопротивление получило радиограмму из Англии(от кого?) с распоряжением уничтожить электростанцию в Орхусе. Возглавлявший в то время ютландское сопротивление Вагн Беннике предоставил группе Самсинга выполнить это задание и отдал официальное распоряжение. Главный инженер электростанции был также вовлечён в сотрудничество с Сопротивлением и предоставил схему электростанции партизанам, но предупредил: последствия могут быть плачевными, и город может остаться без света на 3 или 4 года. Самсинг, узнав об этом, так и не решился выполнить операцию, и её отменили. После войны в документах выяснилось, что Беннике отдал приказ, не посоветовавшись с Датским освободительным советом.
В апреле 1944 года трое партизан группы Самсинга были отправлены в Хойбьерг с целью допроса некоего гражданина, сотрудничавшего с немцами. Группа нашла дом, где находились жена и 17-летний сын подозреваемого, но не сам подозреваемый. Партизаны ушли, никого не тронув, но 8 мая сын подозреваемого выдал 17-летнего Гарри Самсинга, который был среди этих троих — полиция арестовала в тот же день Гарри, а затем ещё двоих человек из группы Самсинга. В тот же день гестапо завербовало датчанку Грете Бартрам, благодаря показаниям которой была разоблачена и вся группа. К сентябрю 1944 года уже все члены группы Самсинга были арестованы.
Пленные содержались в тюрьме Фрослев и концлагере Нойенгамме. В 1945 году выживших удалось эвакуировать и вывезти на «белых автобусах», но 26 апреля 1945 в Хельсингборге Вилли Самсинг скончался от тифа.

### События в ночь с 10 на 11 августа 1943
- 10 августа, 23:00 — пожар в мастерской в Вайлбю[3].
- 10 августа, 23:57 — загорелся немецкий автобус в механической мастерской в Тройборге.
- 11 августа, 00:00 — крупный пожар в немецком магазине на улице Эстергаде (Østergade).
- 11 августа, 00:30 — пожар в мастерской плотника на улице Кнудрис Гаде (Knudris Gade).
- 11 августа, 00:38 — пожар в доках Орхуса на Фискерихавнен (Fiskerihavnen).
- 11 августа, 01:30 — пожар в мастерской шорного дела в Студсгаде[англ.].
- 11 августа, 04:20 — загорелся немецкий грузовой вагон в Тройборге.
- 11 августа — взрыв двух казарм на Брендструпгорд (Brendstrupgaard).